# Stazione di Shin-Baba
La stazione di Shimbamba (新馬場駅?, Shinbanba-eki) è una stazione ferroviaria di Tokyo. Si trova nel quartiere di Shinagawa ed è servita dalla linea Keikyū principale delle Ferrovie Keikyū. La stazione è stata realizzata nella metà degli anni '70 al posto delle stazioni di Kita-Bamba e Minami-Bamba, su un nuovo percorso in viadotto.

## Linee
Ferrovie Keikyū
● Linea Keikyū principale

## Struttura
La stazione è dotata di due marciapiedi laterali con due binari passanti al centro.
| 1 | ■ Linea Keikyū principale | per Keikyū Kamata, Yokohama, Aeroporto Haneda (Terminal internazionale, Terminal domestico), Misakiguchi e Uraga |
| 2 | ■ Linea Keikyū principale | per Shinagawa, Sengakuji e linea Asakusa                                                                         |

## Stazioni adiacenti
| «                                 | Servizio                | »                       |
| Linea Keikyū principale           | Linea Keikyū principale | Linea Keikyū principale |
| --------------------------------- | ----------------------- | ----------------------- |
| Kita-Shinagawa                    | Locale                  | Aomono-Yokochō          |
| Tutti gli altri treni non fermano |                         |                         |